# 徳島県保育所一覧
徳島県保育所一覧（とくしまけんほいくしょいちらん）は、徳島県の保育所の一覧。

## 公立保育所

### 徳島市
- 徳島市立川内保育所
- 徳島市立応神保育所
- 徳島市立不動保育所
- 徳島市立北島田保育所
- 徳島市立加茂名保育所
- 徳島市立名東保育所
- 徳島市立内町保育所
- 徳島市立渭東保育所
- 徳島市立沖洲保育所
- 徳島市立富田保育所
- 徳島市立昭和保育所
- 徳島市立津田保育所
- 徳島市立新浜西保育所
- 徳島市立八万東保育所
- 徳島市立八万保育所
- 徳島市立明善保育所
- 徳島市立一宮保育所
- 徳島市立論田保育所
- 徳島市立方上保育所
- 徳島市立大松保育所
- 徳島市立渋野保育所
- 徳島市立丈六保育所
- 徳島市立八多保育所
- 徳島市立多家良保育所
- 徳島市立飯谷保育所（2014年4月1日より休園）
- 徳島市立国府保育所
- 徳島市立南井上保育所
- 徳島市立北井上保育所
- 徳島市立芝原保育所
- 徳島市立城西保育所（旧加茂保育所・佐古保育所を統合・新設）

## 私立保育所

### 徳島市
- 梅の花保育園
- 出来島保育園
- 前川乳児保育園
- 南佐古保育園
- さくら保育園
- みずほ保育園
- 青葉保育園
- ひまわり保育園
- くるみ保育園
- なかよし保育園
- すぎのこ保育園
- 城南保育園
- 大原保育園
- あゆみ保育園
- みどり保育園
- 光花保育園
- 春日保育園
- 四国大学附属保育所
- めだか保育園
- 木のいえ共同保育園
- 論田ひまわり保育園
- ソーレ保育園
- ぽかぽか保育園
- ゆずりは保育園

## 廃止・閉園した保育所

### 徳島市
- 徳島市立新浜保育所（市立津田保育所と統合のうえ閉園）
- 徳島市立渭北保育所（平成22年度で閉園）
- 徳島市立加茂保育所（市立佐古保育所と統合、同城西保育所に）
- 徳島市立佐古保育所（市立加茂保育所と統合、同城西保育所に）